# Giuseppe Maria Jacchini
Giuseppe Maria Jacchini (* 16. Juli 1663 in Bologna; † 2. Mai 1727 ebenda) war ein italienischer Cellist und Komponist.

## Leben
Jacchini erhielt seine musikalische Ausbildung als Sängerknabe an San Petronio in Bologna, dort wurde er ab 1677 in den Akten geführt. Er lernte unter anderem Komposition bei Giacomo Antonio Perti und Violoncello bei Domenico Gabrielli. In der „capella musicale“ von S. Petronio wirkte Jacchini ab als Cellist, möglicherweise war er der zwischen 1680 und 1688 erwähnte Giosefo del Violonzino. Er komponierte vor allem Instrumentalmusik mit Violoncello, welches zu seiner Zeit mehr und mehr die Gambe als Bassinstrument ablöste. Sein op. 4 widmete er dem komponierenden Bologneser Grafen Pirro Albergati, der sich für Jacchinis Festanstellung im Orchester der Kathedrale eingesetzt hatte.
Jacchini wurde 1688 Mitglied der angesehenen „Accademia Filarmonica“, außerdem unterrichtete er nach 1716 als maestro di violoncello am „Collegio dei Nobili di S. Francesco Saverio“ und am Collegio S. Luigi. Jacchini schied am 30. April 1727 aus der Kapelle von San Petronio aus.
Seine Cellowerke haben dazu beigetragen, die Stellung des Cellos als Soloinstrument zu festigen. Einige seiner Werke enthalten virtuose Cellopassagen und gelten als Vorläufer des Cellokonzertes. Als ein hervorragender Begleiter musizierte er häufig am Theater der Stadt. Der musikliebende deutsche Studienreisende von Uffenbach, der ihn 1715 in Bologna hörte, war von seiner Technik fasziniert und bewunderte die Reinheit, Schnelligkeit und Lieblichkeit, mit denen er die hohen Lagen seines Instrumentes beherrschte. Die für feierliche Anlässe an San Petronio vorgesehenen Konzerte mit einer oder zwei Trompeten stehen in der Tradition der Werke seines Lehrers Perti sowie Giuseppe Torellis und Petronio Franceschini.

## Werke

### Werke mit Opuszahl
- Op. 1: 12 Sonate a Violino e Violoncello et a Violoncello solo per Camera (Bologna, zwischen 1692 und 1695)
- Op. 2: 12 Sonate da Camera a tre, e quattro Strumenti, col Violoncello obligato (Bologna, 1695)
- Op. 3: Concerti per Camera a Violino e Violoncello solo, e nel fine due Sonate a violoncello solo col Basso (Modena, 1697)
- Op. 4: 10 Concerti per Camera a 3 e 4 Strumenti, con Violoncello obligato (Bologna, 1701)
- Op. 5: Trattenimenti per Camera a 3, 4, 5, e 6 Strumenti con alcune a una e due Trombe (Bologna, 1703)

### Weitere Werke
- Sinfonia con Tromba (1690)
- Sonata con Tromba (1695)
- Sinfonia con due Trombe
- Sonata a 5 con Tromba
- Sonata con [2] Trombe sordine
- 3 Sonate in Sammeldrucken (Sonate per Camera a violino e Violoncello, Bologna, 1695, und Amsterdam, 1698; Sonate a tre, Bologna, um 1700; Sonate a Violino e Violoncello, Bologna, um 1700)